# Ковиловий степ
Ковило́вий степ — ботанічний заказник місцевого значення в Україні. Об'єкт природно-заповідного фонду Харківської області. 
Розташований на території Харківського і Чугуївського районів Харківської області, між смт Рогань та селом Тернова. 
Площа 78 га. Статус отриманий у 1993 році. Перебуває у віданні ДП НДГ «Докучаєвське» Харківського національного аграрного університету ім. В. В. Докучаєва (21,6 га) і СТОВ «Колос» (56,4 га). 
Статус надано для збереження цінної степової рослинності. На схилах яружно-балкової системи виявлено угруповання лучних і чагарникових степів, а в її пониззях — справжні луки, фрагменти осокових та високотравних боліт. Значну цінність мають рідкісні угруповання, занесені до Зеленої книги України,— формації чотирьох видів ковили та осоки низької.

## Галерея

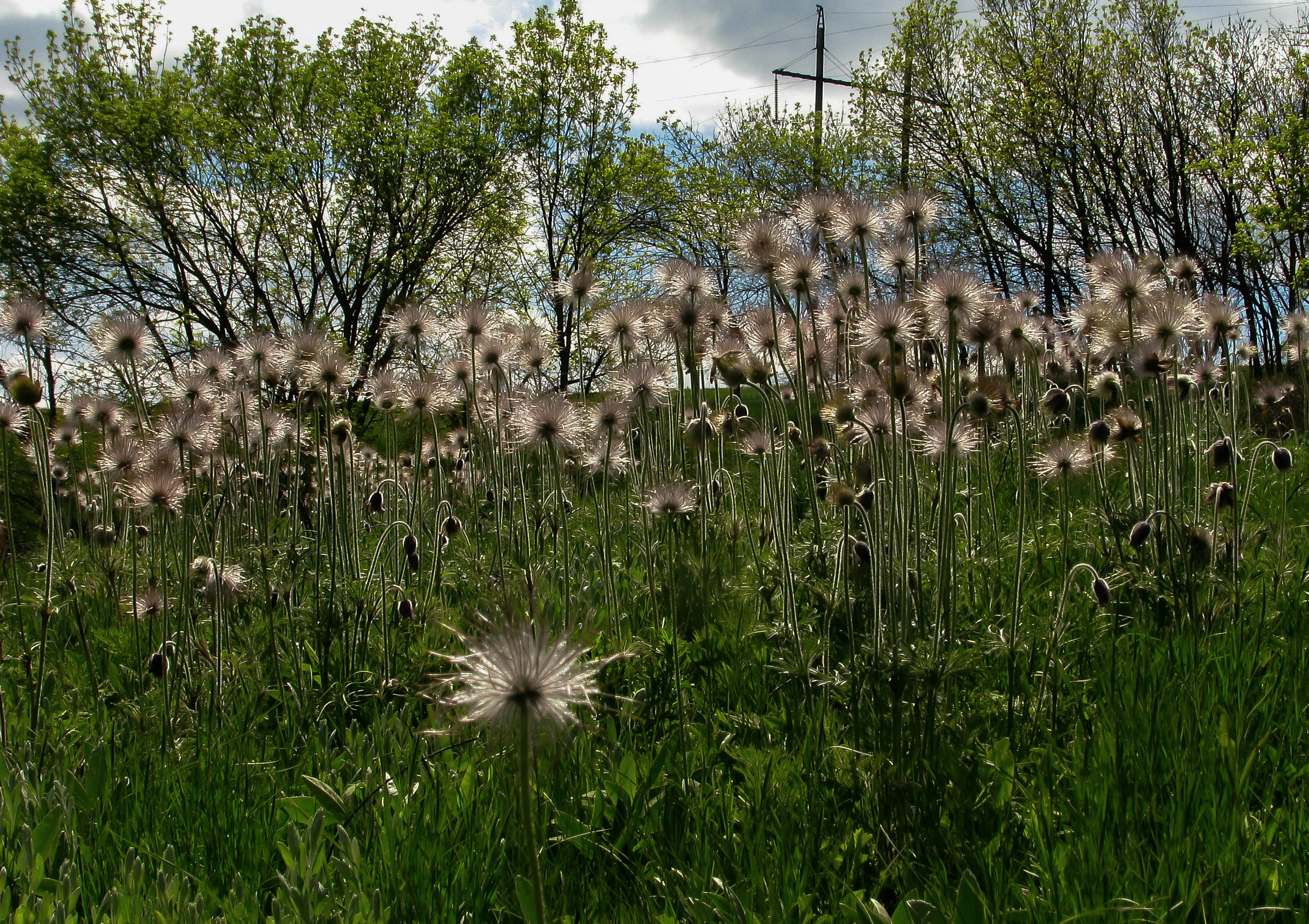
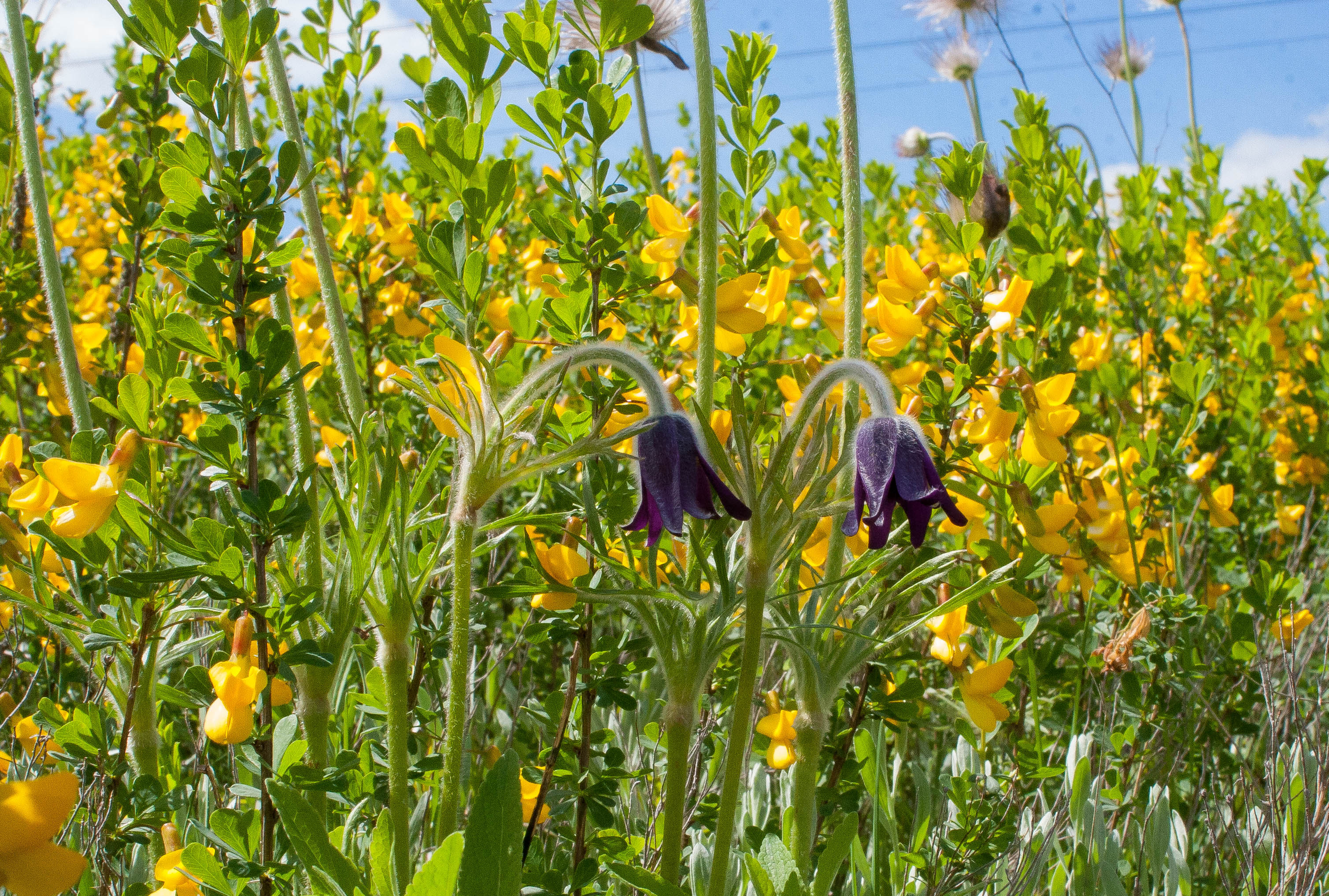